# Mário Silva
Mário Silva (Portugal, 23 de julio de 1961) es un atleta portugués retirado especializado en la prueba de 1500 m, en la que ha conseguido ser medallista de bronce europeo en 1990.

## Carrera deportiva
En el Campeonato Europeo de Atletismo de 1990 ganó la medalla de bronce en los 1500 metros, con un tiempo de 3:38.73 segundos, tras el alemán Jens-Peter Herold y el italiano Gennaro di Napoli (plata).